# نوربرت ألبلاس
نوربرت ألبلاس هو لاعب كرة قدم هولندي يلعب في مركز حراسة مع نادي توب أوس.